# Ricard Pallejà Vendrell
Ricard Pallejà Vendrell   (Reus, 1867 - Reus, 15 d'abril de 1914) va ser un escriptor i periodista català, germà del polític Ramon Pallejà.
De família modesta, el seu pare, Josep Pallejà Domingo, era fuster, va estudiar a Reus el batxillerat, i es va dedicar a escriure. Va estrenar la composició humorística «Un tocat del bolet» al teatre a l'aire lliure de la Societat La Palma l'any 1899. El 1901 va publicar Castigo que enloquece: desahogo dramático en un acto y en prosa a Reus. Publicava assíduament al quinzenari humorístic La Palma, al setmanari El Pandemonium, a la Revista del Centre de Lectura i a Lo Somatent i a Les Circumstàncies, on formava part de l'equip de redacció.